# Battaglia di Saint-Malo
La battaglia di Saint-Malo venne combattuta tra il 4 agosto e il 2 settembre 1944, nell'ambito dei più ampi scontri della battaglia di Normandia della seconda guerra mondiale.
Saint-Malo era una delle città francesi designate come fortezza nell'ambito del programma tedesco del "Vallo Atlantico", e le sue difese prebelliche erano state notevolmente ampliate prima dello sbarco alleato in Normandia nel giugno 1944. Come parte dei loro precedenti piani di invasione, gli Alleati intendevano catturare la città in modo che il suo porto potesse essere utilizzato per lo sbarco dei rifornimenti; sebbene nell'agosto 1944 questo piano iniziale fosse stato messo in discussione, quando le forze alleate uscirono dalla Normandia ed entrarono in Bretagna si decise di catturare comunque Saint-Malo per eliminare la guarnigione tedesca qui stanziata.
Unità dell'Esercito degli Stati Uniti, con il supporto dei partigiani della Resistenza francese e delle forze aeree e navali britanniche, assaltarono quindi Saint-Malo a partire dal 4 agosto 1944. Dopo il fallimento dei primi tentativi di conquistare di slancio la città, gli Alleati avviarono un'operazione d'assedio: unità di fanteria attaccarono e conquistarono numerose posizioni fortificate tedesche con il supporto di pesanti bombardamenti aerei e d'artiglieria. Le ultime fortificazioni tedesche sulla terraferma attorno a Saint-Malo si arresero il 17 agosto; dopo pesanti bombardamenti aerei e navali, la guarnigione italo-tedesca stanziata sulla vicina isola di Cézembre si arrese infine il 2 settembre.
Benché conclusosi con successo, l'assedio della città si rivelò strategicamente inutile, visto che le demolizioni operate dai tedeschi avevano reso impraticabile l'uso del porto di Saint-Malo. La città fu gravemente danneggiata durante la battaglia e fu ricostruita dopo la guerra.

## Antefatti

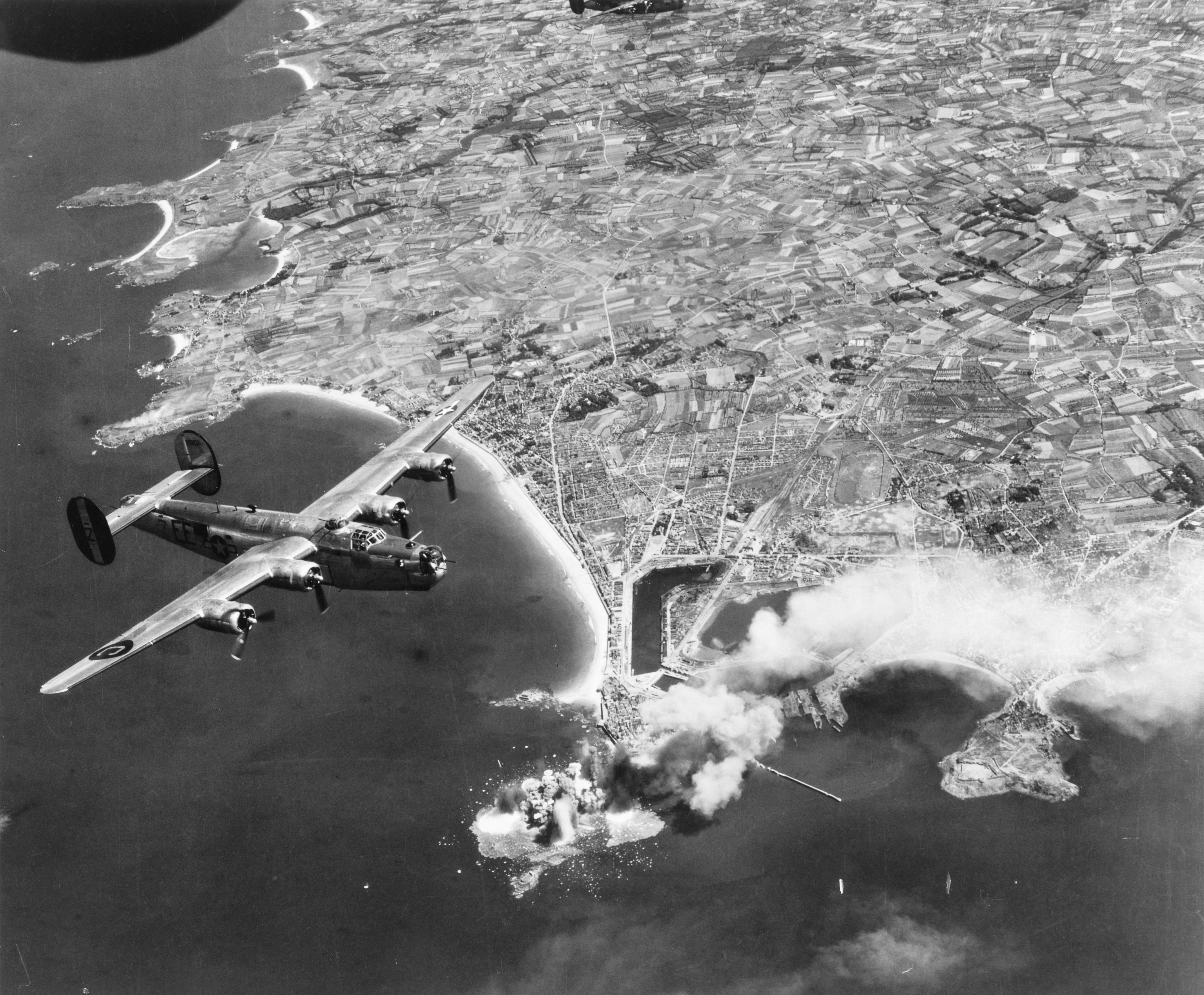
Veduta dall'aria di Saint-Malo nell'agosto 1944; sulla sinistra si vede un bombardiere Consolidated B-24 Liberator statunitense impegnato negli attacchi preparatori alla città

Saint-Malo è una città portuale di antica origine sulla costa settentrionale della Bretagna che, per via della sua posizione strategica, è stata ampiamente fortificata nel corso dei secoli. Nel 1936 la città aveva una popolazione di 13000 abitanti, di cui 6000 vivevano all'interno delle antiche mura cittadine. Le strutture portuali di Saint-Malo potevano ospitare navi di medie dimensioni e scaricare mille tonnellate di merci al giorno; prima della seconda guerra mondiale, la città era una popolare destinazione di vacanza per i ricchi parigini e vantava un casinò, hotel e centri termali.
La città si trova a nord-ovest della penisola di Saint-Malo, sul lato orientale della foce del fiume Rance; originariamente collocata su un'isola, la città era stata unita alla terraferma da una strada rialzata al tempo della seconda guerra mondiale. Il sobborgo di Paramé si trovava a est dell'abitato di Saint-Malo e il porto peschereccio di Saint-Servan-sur-Mer a sud; la città di Dinard si trova dall'altra parte della foce del fiume Rance rispetto a Saint-Malo. La piccola ma fortemente fortificata isola di Cézembre si trova alla foce del Rance, a circa 3700 metri dalla costa di Saint-Malo.
Durante i primi mesi della guerra, Saint-Malo fu uno dei porti di scarico dei rifornimenti della British Expeditionary Force sbarcata in Francia. Mentre i tedeschi si avvicinavano alla vittoria nella campagna di Francia, numerose truppe alleate furono evacuate in Gran Bretagna dalla città durante l'operazione Ariel nel giugno 1940: 21474 persone furono imbarcate da Saint-Malo senza la perdita di vite umane o navi. La Bretagna fu un centro chiave per le forze tedesche durante l'occupazione della Francia e i suoi porti principali furono usati come basi per i sommergibili U-Boot della Kriegsmarine; mentre gli Alleati si preparavano a liberare la Francia, i tedeschi giudicarono che la Bretagna fosse un luogo probabile per un'invasione, il che portò alla costruzione di estese fortificazioni nella regione come parte del programma del "Vallo Atlantico". Nel 1943 l'Oberkommando der Wehrmacht tedesco designò Saint-Malo e altri porti francesi già dotati di fortificazioni prebelliche come "fortezze": a ciascuna fortezza fu assegnato un comandante che era tenuto a giurare di difendere la città fino alla morte. Il leader tedesco Adolf Hitler si aspettava che queste fortezze avrebbero resistito per almeno 90 giorni se fossero state attaccate.
Saint-Malo faceva parte della zona occupata della Francia, che era amministrata direttamente dall'Esercito tedesco piuttosto che dal governo collaborazionista francese di Vichy. Durante l'occupazione, il porto della città fu utilizzato come base per le forze navali costiere della Kriegsmarine, oltre che come una base di rifornimento per la grande guarnigione tedesca dislocata nelle Isole del Canale. Il programma del Vallo Atlantico portò a un sostanziale aumento delle fortificazioni prebelliche di Saint-Malo, un lavoro intrapreso da volontari e lavoratori forzati controllati dall'Organizzazione Todt.
La Resistenza francese aveva un gran numero di membri in Bretagna ed era in grado di attaccare con successo le forze tedesche. La Resistenza nella regione era dominata dai comunisti dell'organizzazione dei Francs-Tireurs et Partisans che, a differenza di molte altre unità di partigiani, erano favorevoli a effettuare attacchi armati prima che gli Alleati sbarcassero in Francia; questo portò a una guerra partigiana che si intensificò a partire dal 1943. Le forze tedesche che tentavano di sopprimere la Resistenza includevano la polizia segreta della Gestapo, formazioni di polizia militare dell'esercito e battaglioni di sicurezza; molti di questi ultimi erano composti da soldati sovietici catturati sul fronte orientale che avevano accettato di combattere per i tedeschi, e si guadagnarono la reputazione di aver commesso vari crimini di guerra. Gli Alleati iniziarono a paracadutare rifornimenti ai partigiani in Bretagna dall'inizio del 1944, e unità di forze speciali furono inserite nella regione nel giugno di quell'anno per rafforzarli; nell'agosto del 1944 nella regione di Saint-Malo si contavano più di 2500 resistenti, la maggior parte dei quali viveva nelle città di Saint-Malo, Dinard e Dinan.

## Obiettivi degli Alleati

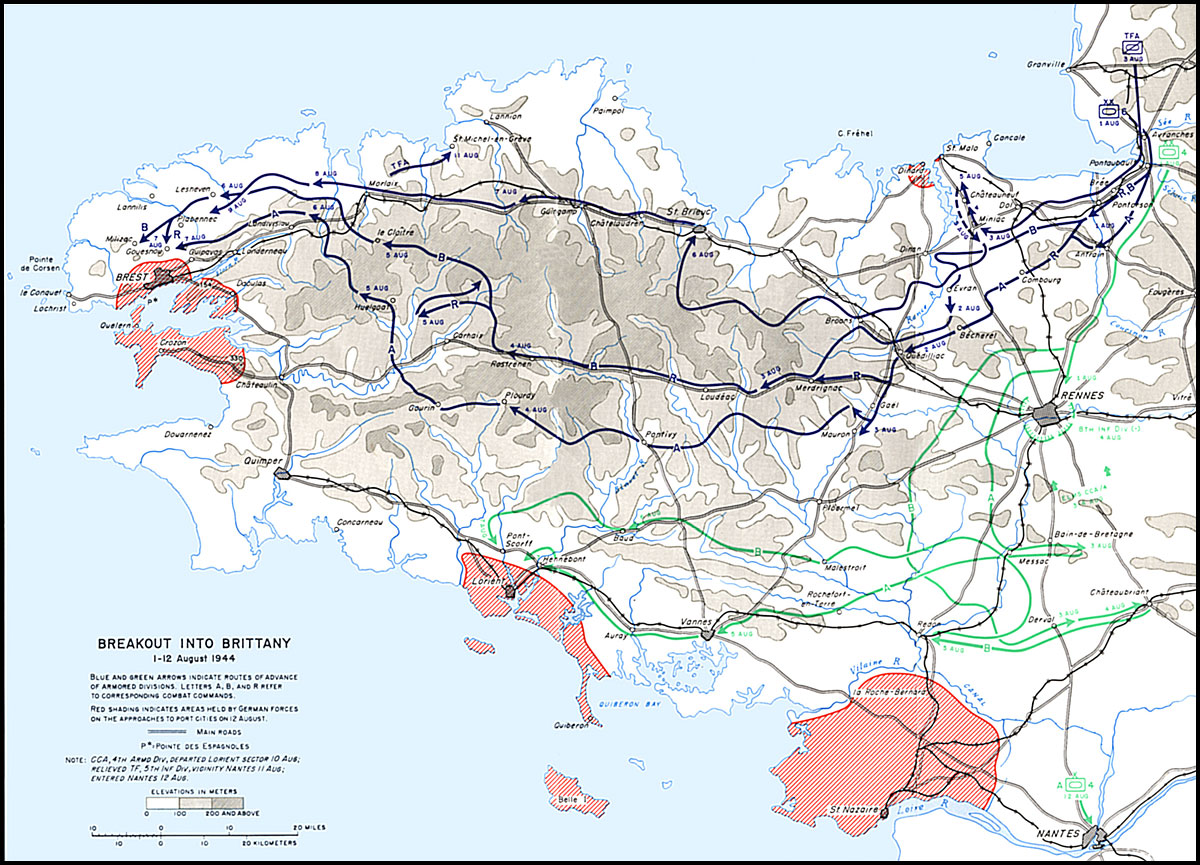
Carta della Bretagna con indicate le direttrici di avanzata delle forze statunitensi nell'agosto 1944; le aree tratteggiate in rosso indicano le zone fortificate dai tedeschi

Come parte dei preparativi per l'operazione Overlord, l'invasione alleata della Normandia, Saint-Malo fu identificato, dagli strateghi alleati, come uno dei numerosi porti minori sulla costa atlantica francese che potevano essere utilizzati per sbarcare rifornimenti per le forze di terra in Francia; nelle intenzione degli strateghi alleati, questi porti avrebbero fornito un utile complemento ai porti principali come Brest, Cherbourg e la baia di Quiberon. A quel tempo, gli strateghi prevedevano che l'invasione iniziale attraverso la Manica sarebbe stata seguita da una fase successiva per mettere in sicurezza una testa di ponte, la quale doveva includere tutta la costa compresa tra i fiumi Senna e Loira e le aree interne vicine, tra cui le intere di Normandia e Bretagna; si credeva che questa regione potesse essere messa in sicurezza entro tre mesi dall'invasione. Le strutture costruite all'interno della testa di ponte, i rifornimenti e le truppe sbarcate sarebbero stati utilizzati per supportare la successiva liberazione della Francia e l'invasione della Germania. Di conseguenza, il piano Overlord specificava che la messa in sicurezza della Bretagna sarebbe stato l'obiettivo principale del Twelfth United States Army Group del tenente generale Omar Bradley, una volta che questo fosse fuoriuscito dai confini della Normandia; questo compito fu specificatamente assegnato alla Third United States Army comandata dal tenente generale George Smith Patton. I pianificatori credevano che sarebbe stato possibile aprire il porto di Saint-Malo alle navi alleate il 27° giorno dopo lo sbarco in Normandia se le avanzate previste dopo lo sbarco fossero andate come previsto, e che 900 tonnellate di rifornimenti avrebbero potuto essere inizialmente scaricate lì ogni giorno tramite camion anfibi DUKW. Si sperava che la capacità del porto potesse essere successivamente aumentata a 3000 tonnellate di rifornimenti al giorno, unitamente ad altre 6000 tonnellate al giorno sbarcate nei porti nella regione intorno alla città come Cancale; ciò avrebbe reso l'area di Saint-Malo il porto principale per i rifornimenti della Third Army. Al tempo stesso, tuttavia, il porto di Saint-Malo fu valutato come facilmente bloccabile dalle forze tedesche.
Dopo lo sbarco in Normandia del 6 giugno 1944, gli Alleati e i tedeschi combatterono una prolungata campagna nella regione: le forze tedesche riuscirono a impedire agli Alleati di irrompere dalla penisola del Cotentin in altre parti della Francia per quasi due mesi, ma subirono pesanti perdite nel processo. All'inizio di luglio il comando alleato considerò la fattibilità di lanciare sbarchi combinati anfibi e aviotrasportati a Saint-Malo, nella baia di Quiberon e a Brest per conquistare i porti; tuttavia, si ritenne che queste operazioni sarebbero state molto rischiose, portando alla decisione di tentarle solo se la situazione di stallo in Normandia si fosse prolungata. I bombardieri britannici attaccarono gli scali ferroviari e i serbatoi di stoccaggio del carburante a Saint-Malo il 17 luglio, un raid che provocò vittime civili francesi. Alla fine di luglio le forze statunitensi nella parte occidentale della Normandia lanciarono l'offensiva decisiva (operazione Cobra), che portò al crollo delle posizioni tedesche: la città di Avranches, attraverso la quale passavano le strade principali che conducevano dalla costa occidentale della Normandia alla Bretagna, fu liberata il 30 luglio e un contrattacco tedesco fu respinto il giorno successivo. Un gran numero di unità statunitensi altamente mobili attraversarono la città nei giorni successivi e penetrarono rapidamente nell'entroterra della Francia.

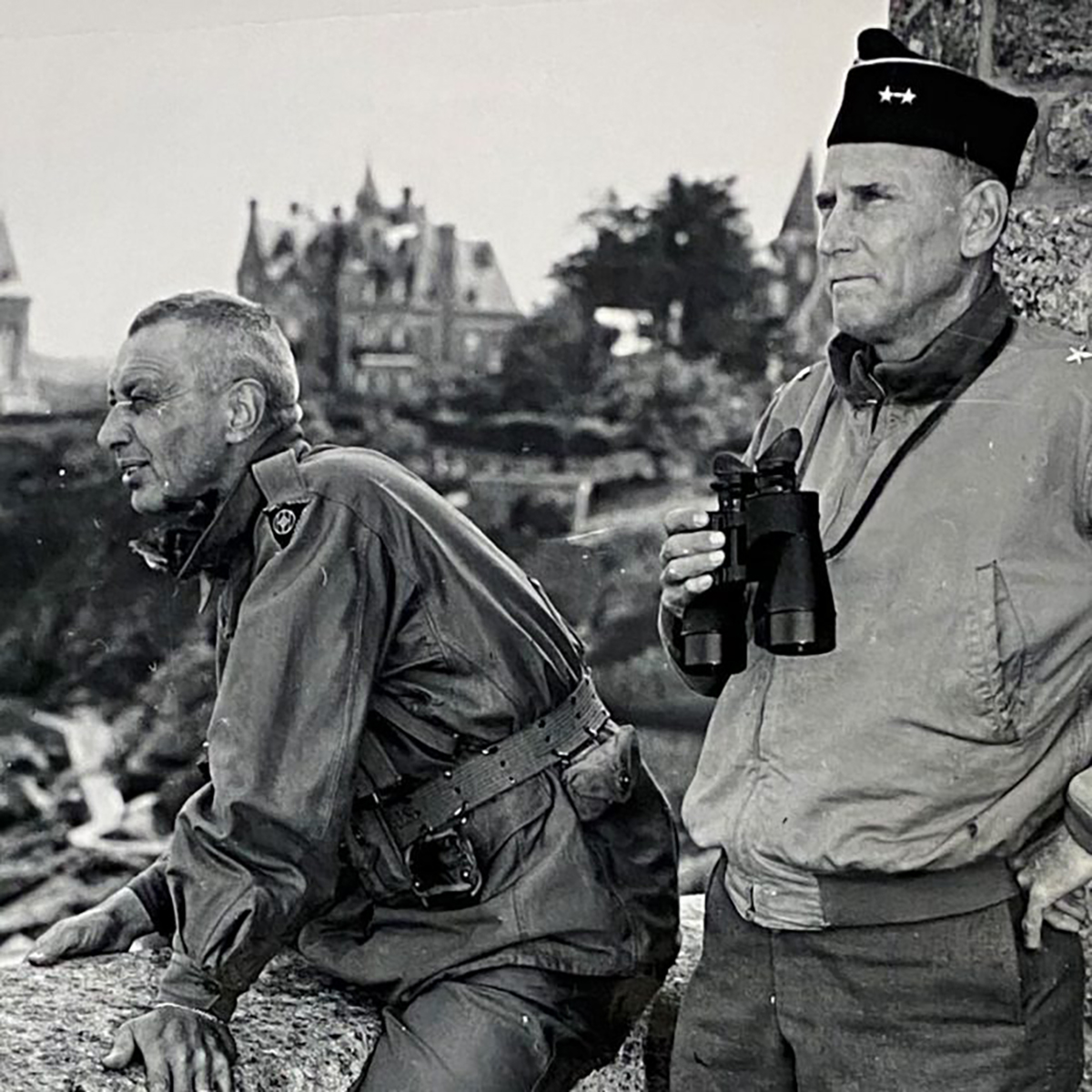
Il comandante dell'83rd Division generale Robert C. Macon (a destra) osserva lo svolgersi dei combattimenti a Dinard nella zona di Saint-Malo

I piani iniziali di Patton per la liberazione della Bretagna prevedevano, innanzitutto, di tagliare fuori i tedeschi nella penisola guidando una forza da Avranches alla baia di Quiberon; le sue unità corazzate avrebbero poi rapidamente catturato l'altopiano al centro della penisola, il che avrebbe isolato le guarnigioni tedesche nelle città portuali: queste città dovevano poi essere attaccate durante la fase finale dell'operazione. Inizialmente Bradley ordinò a Patton di catturare Saint-Malo durante le fasi iniziali dell'avanzata in Bretagna; Patton tuttavia non considerava la cattura della città importante di per sé e non assegnò la missione a nessuna delle sue unità. Bradley non si oppose e Patton ottenne il suo consenso per aggirare l'area di Saint-Malo se si fosse dimostrata ben difesa. Inizialmente, i servizi di intelligence alleati stimavano che ci fossero 3000 tedeschi a Saint-Malo e Patton pensava che l'intera Bretagna fosse controllata da circa 10000 soldati tedeschi. Queste stime erano molto inferiori alle dimensioni effettive delle guarnigioni e, dopo il crollo dell'esercito tedesco in Francia con l'uscita degli Alleati dalla Normandia all'inizio di agosto, il comando alleato cambiò i propri piani riguardo alla Bretagna. Entro il 2 agosto il generale Dwight D. Eisenhower, comandante supremo della forza di spedizione alleata, decise che lo sforzo principale dovesse essere quello di accerchiare le forze tedesche a sud-est della Normandia piuttosto che tagliare fuori la Bretagna dal resto della Francia; anche le opinioni di Bradley cambiarono e, entro il 3 agosto, decise che Patton dovesse assegnare solo un "minimo di forze" alla Bretagna per avanzare invece con il grosso della sua armata verso est. L'VIII Corps d'armata sotto il comando del maggior generale Troy Middleton ricevette quindi la responsabilità di liberare la Bretagna.
La 6th Armored Division guidò l'avanzata nella Bretagna occidentale con l'obiettivo di catturare rapidamente Brest, mentre la 4th Armored Division si spinse a sud per liberare Rennes e poi la baia di Quiberon. Il 2 agosto tutte le unità dell'Esercito tedesco in Bretagna ricevettero l'ordine di ritirarsi nei porti fortificati, tra cui Saint-Malo. La città fu nuovamente attaccata dagli aerei alleati il 1° agosto; la United States Navy avviò pattugliamenti del Golfo di Saint-Malo, e cacciatorpediniere e motosiluranti statunitensi ingaggiarono in combattimento le imbarcazioni costiere tedesche nella zona in diverse occasioni all'inizio di agosto. La Resistenza in Bretagna ricevette istruzione il 3 agosto di lanciare attacchi su larga scala alle forze tedesche, ma evitando battaglie importanti. In quel momento vi erano circa 35000 combattenti della Resistenza in Bretagna, e rapidamente conquistarono la maggior parte della regione al di fuori delle città, comprese strade e ponti strategicamente importanti; il controllo di queste aree e delle infrastrutture di trasporto da parte della Resistenza permise la rapida avanzata dell'VIII Corps. I combattenti della Resistenza fecero anche da guida alle forze statunitense mentre si muovevano attraverso la Bretagna e intrapresero alcuni compiti di guarnigione.

## Le difese tedesche

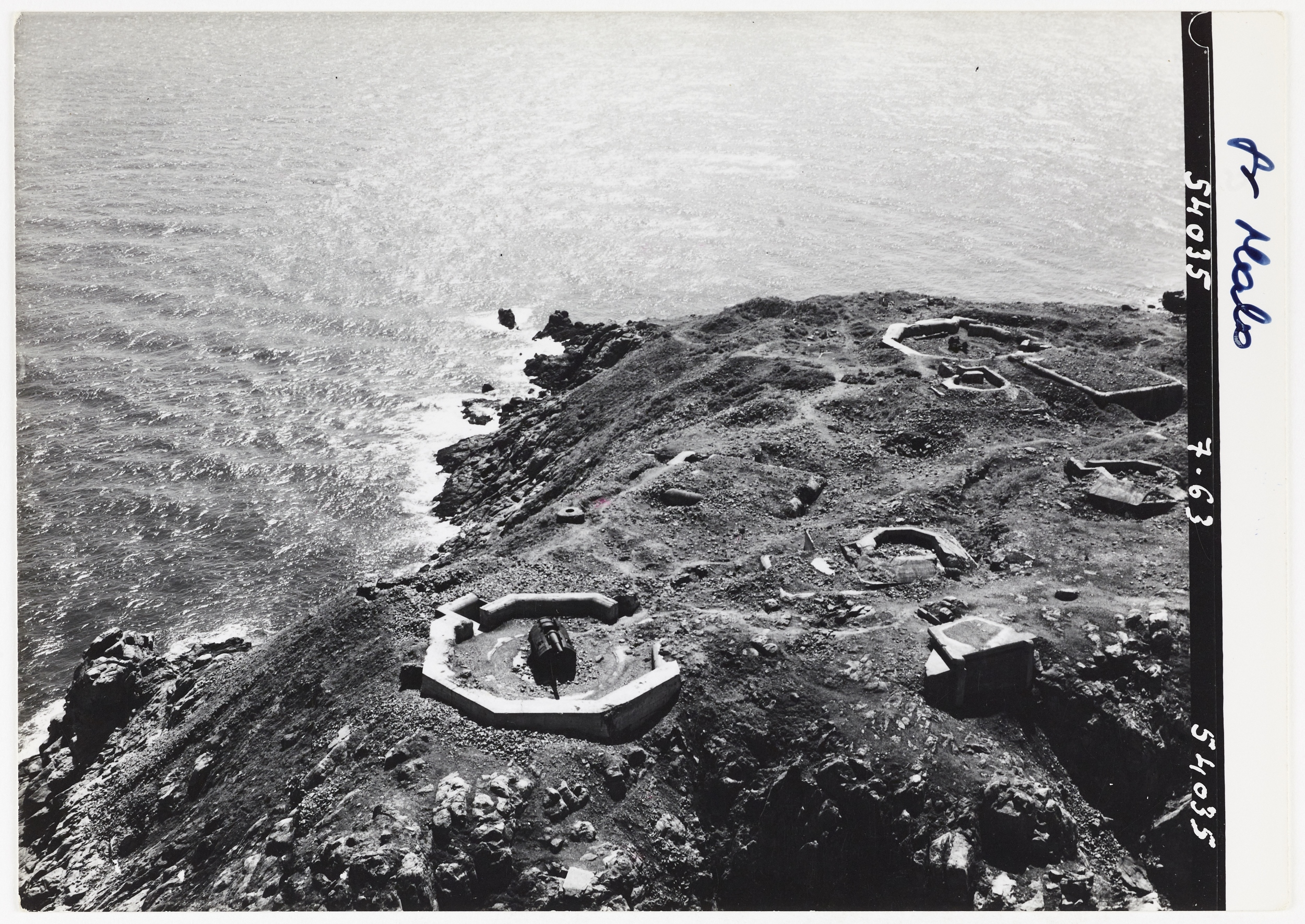
Alcune vecchie fortificazioni costiere tedesche nella zona di Saint-Malo fotografate negli anni 1960

Prima dello sbarco alleato in Normandia, 77. Infanterie-Division era di stanza nell'area di Saint-Malo: questa divisione era stata formata all'inizio del 1944 vicino a Caen in Normandia, ed era stata trasferita a Saint-Malo durante il mese di maggio. L'unità fu inviata in Normandia subito dopo lo sbarco alleato, e subì pesanti perdite nei combattimenti; i resti della divisione tornarono a Saint-Malo alla fine di luglio, dove furono rinforzati con due unità antipartigiane, l'Ost-Bataillon 602 (formato da prigionieri sovietici) e lo Sicherungs-Bataillion 1220 (un'unità di sicurezza anti-partigiani). In seguito la divisione fu inviata nuovamente in prima linea come parte della forza ad hoc che tentò senza successo di fermare l'avanzata statunitense fuori dalla testa di ponte ad Avranches.
Al momento della battaglia, le forze tedesche nell'area di Saint-Malo comprendevano circa 12000 uomini. La guarnigione includeva i resti della 77. Infanterie-Division, che si era ritirata nell'area di Saint-Malo, oltre ad altre unità dell'esercito tra cui un battaglione della 266. Infanterie-Division, l'Ost-Batallion 602, l'Ost-Batallion 636 e il Sicherungs-Bataillion 1220. Le unità della Luftwaffe nell'area comprendevano un reggimento di artiglieria contraerea ("FlaK") e diverse altre unità di difesa aerea. Le forze della Kriegsmarine includevano un battaglione di artiglieria costiera, il Marine-Artillerie-Abteilung 260, coadiuvato da un'analoga unità dell'Esercito, lo Heeres-Küsten-Bataillon 1271.
L'area di Saint-Malo era ampiamente fortificata. Il centro storico di Saint-Malo era racchiuso da mura con spessi bastioni in pietra sul lato rivolto al mare. Il suo ingresso verso terra era protetto da un castello fortificato che un tempo era stato la residenza di Anna, duchessa di Bretagna tra il 1488 e il 1514. Il Fort de la Cité d'Aleth, che i tedeschi chiamavano "Cittadella" (Zitadelle), si trovava su un promontorio roccioso tra Saint-Malo e St. Servan-sur-Mer: questo forte era stato originariamente progettato dal grande ingegnere Sébastien Le Prestre de Vauban nel XVIII secolo. Diverse altre fortezze si trovavano lungo le vie d'accesso a Saint-Malo, tra cui il Fort la Varde sulla Pointe de la Varde sulla costa, il caposaldo di St. Ideuc a est di Paramé e le fortificazioni sulla collina di St. Joseph a sud-est della città. L'artiglieria nelle fortificazioni dell'isola di Cézembre forniva ulteriore supporto. Filo spinato e altre ostruzioni erano stati posizionati sulle spiagge della zona per scoraggiare gli sbarchi anfibi; i tedeschi avevano anche pianificato di scavare un fossato anticarro attraverso la penisola di Saint-Malo e riempirlo d'acqua, ma questo era ancora incompleto. Le fortificazioni nell'area di Saint-Malo erano posizionate in modo tale che le loro guarnigioni fossero in grado di sostenersi a vicenda, ed erano anche rifornite di munizioni, acqua e cibo; ulteriori rifornimenti potevano essere portati via mare dalle Isole del Canale. Sebbene l'Alto comandando tedesco in Occidente (Oberbefehlshaber West o OB West) giudicasse le fortificazioni di Saint-Malo come le più complete di tutte quelle sotto il suo comando, al momento della battaglia queste non lo erano; una carenza chiave, in particolare, era la presenza di pochi pezzi di artiglieria.

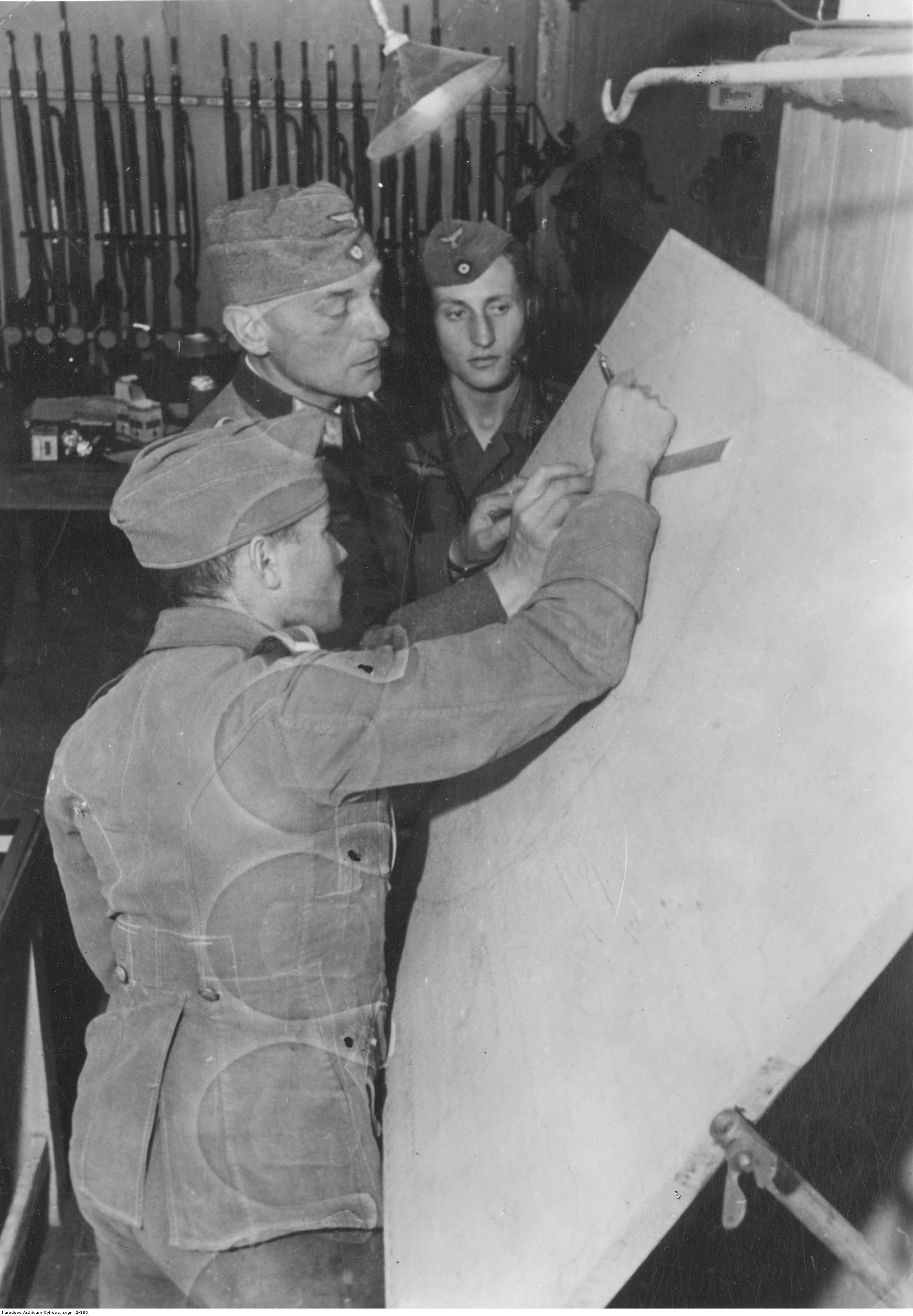
Ufficiali tedeschi esaminano una mappa delle fortificazioni di Cézembre

La guarnigione di Saint-Malo fu designata "Gruppo di Difesa Costiera Rance" (Küstenverteidigungsgruppe Rance) e fu divisa in tre sottogruppi. Saint-Malo e le città vicine erano difese dal Sottogruppo di Difesa Costiera Saint-Malo (Küstenverteidigunguntergruppe Saint-Malo, o KVU Saint-Malo), che gestiva 79 posizioni fortificate. L'area intorno alla città di Dol-de-Bretagne, a sud-est di Saint-Malo, era di responsabilità del Sottogruppo di Difesa Costiera Dol e comprendeva sette posizioni fortificate; al Sottogruppo di Difesa Costiera Cancale fu assegnata la sezione della penisola a nord-est di Saint-Malo e 16 posizioni fortificate. Il settore sul lato occidentale del Rance, intorno a Dinard, era di responsabilità dei resti della 77. Infanterie-Division, a cui furono assegnati alcuni cannoni d'assalto StuG III della Sturmgeschütz Brigade 341. Diversi punti fortificati erano stati costruiti per rafforzare le difese della zona, tra cui quattro posizioni fortificate per l'artiglieria.
Cézembre era presidiata dalla 1ª Batteria del Marine-Artillerie-Abteilung 608, armata con diversi cannoni francesi calibro 194 mm, cannoni antiaerei e altre armi; il personale sull'isola comprendeva anche circa 100 soldati italiani della 1ª Divisione Atlantica Fucilieri di Marina, forniti dalla Repubblica Sociale Italiana. La guarnigione era sotto il comando delle forze tedesche nelle Isole del Canale.
Il comandante della fortezza era il colonnello Andreas von Aulock, un veterano della battaglia di Stalingrado e insignito della più alta onorificenza militare tedesca, la Croce di cavaliere della Croce di Ferro; lo storico Randolph Bradham lo ha descritto come un "nazista arrogante", ma lo storico ufficiale dell'esercito statunitense Martin Blumenson e gli storici Willard Sterne e Nancy Nahra affermano che durante l'occupazione trattò correttamente i civili francesi. Aulock era contrariato dal fatto di comandare una fortezza, e avrebbe preferito guidare forze mobili; ad ogni modo, la volontà di Aulock e di altri comandanti tedeschi nella regione di Saint-Malo di obbedire ai loro ordini e continuare a combattere fino a quando un'ulteriore resistenza fosse stata impossibile portò a una prolungata battaglia per la regione. Il suo quartier generale durante la battaglia era nella Cittadella.

## La battaglia

### La Task Force A

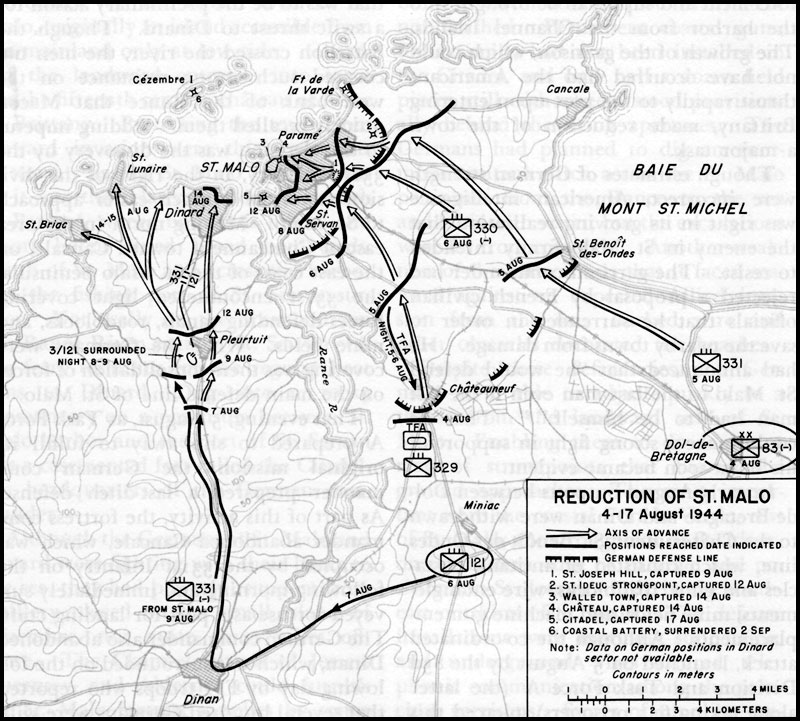
Carta della zona di Saint-Malo con indicate le direttrici di avanzata delle forze statunitensi tra il 4 e il 17 agosto 1944

Un'unità ad hoc denominata Task Force A fu la prima unità statunitense a entrare nell'area di Saint-Malo. Questa forza fu creata per ordine di Patton alla fine di luglio al fine di catturare rapidamente i ponti sulla linea ferroviaria Parigi-Brest, che correva lungo la costa settentrionale della Bretagna, prima che fossero demoliti dalle forze tedesche. La task force comprendeva il 15° Gruppo di cavalleria corazzata, il 159° Battaglione del genio e il quartier generale della 1ª Brigata cacciacarri ed era comandata dal generale di brigata Herbert L. Earnest. La task force attraversò Avranches il 3 agosto e ingaggiò le forze tedesche a tre chilometri da Dol-de-Bretagne quello stesso giorno; il comandante del gruppo di cavalleria fu ucciso nello scontro iniziale ed Earnest decise di aggirare Dol-de-Bretagne da sud, dopo aver appreso dai civili che la cittadina era pesantemente difesa. Middleton ordinò alla task force di sondare le difese di Saint-Malo mentre si spingeva verso ovest, per verificare quanto saldamente fosse tenuta la città; ciò portò a combattimenti con i tedeschi nei pressi di Miniac, 11 chilometri a ovest di Dol-de-Bretagne. Mentre gli statunitensi avanzavano verso Saint-Malo, incontrarono difese più forti a sud di Châteauneuf-d'Ille-et-Vilaine: a causa della forza delle unità tedesche in zona, Earnest chiese a Middleton di inviare urgentemente fanteria per supportare il suo contingente. Il 330º Reggimento fanteria dell'83rd Infantry Division stava entrando nella zona in quel momento e raggiunse Dol-de-Bretagne nel pomeriggio del 3 agosto. Il comandante del reggimento decise di ritardare l'attacco alla città fino al giorno successivo, per dare ai suoi uomini il tempo sufficiente per sopraffare le numerose posizioni difensive tedesche.
Il 330° Reggimento fanteria assaltò Dol-de-Bretagne la mattina del 4 agosto e conquistò rapidamente la città. La Task Force A continuò ad avanzare verso nord, verso Châteauneuf-d'Ille-et-Vilaine, durante quello stesso giorno: ciò portò a pesanti combattimenti durante i quali l'artiglieria costiera e le navi da guerra tedesche dislocate nella zona di Saint-Malo aprirono il fuoco sulle truppe statunitensi.
Nonostante il desiderio di Patton di evitare un assedio, Middleton concluse che le forze tedesche a Saint-Malo erano troppo forti per essere aggirate in sicurezza, poiché avrebbero potuto attaccare le linee di rifornimento che supportavano l'avanzata alleata in Bretagna; di conseguenza, Middleton ordinò all'83rd Division di catturare l'area di Saint-Malo. Patton tuttavia lo scavalcò parzialmente: credendo che i tedeschi avrebbero offerto solo una difesa simbolica della città e che il 330º Reggimento fanteria sarebbe stato sufficiente per prenderla, il generale ordinò che il resto dell'83rd Division seguisse la 6th Armored Division nella sua marcia verso Brest.

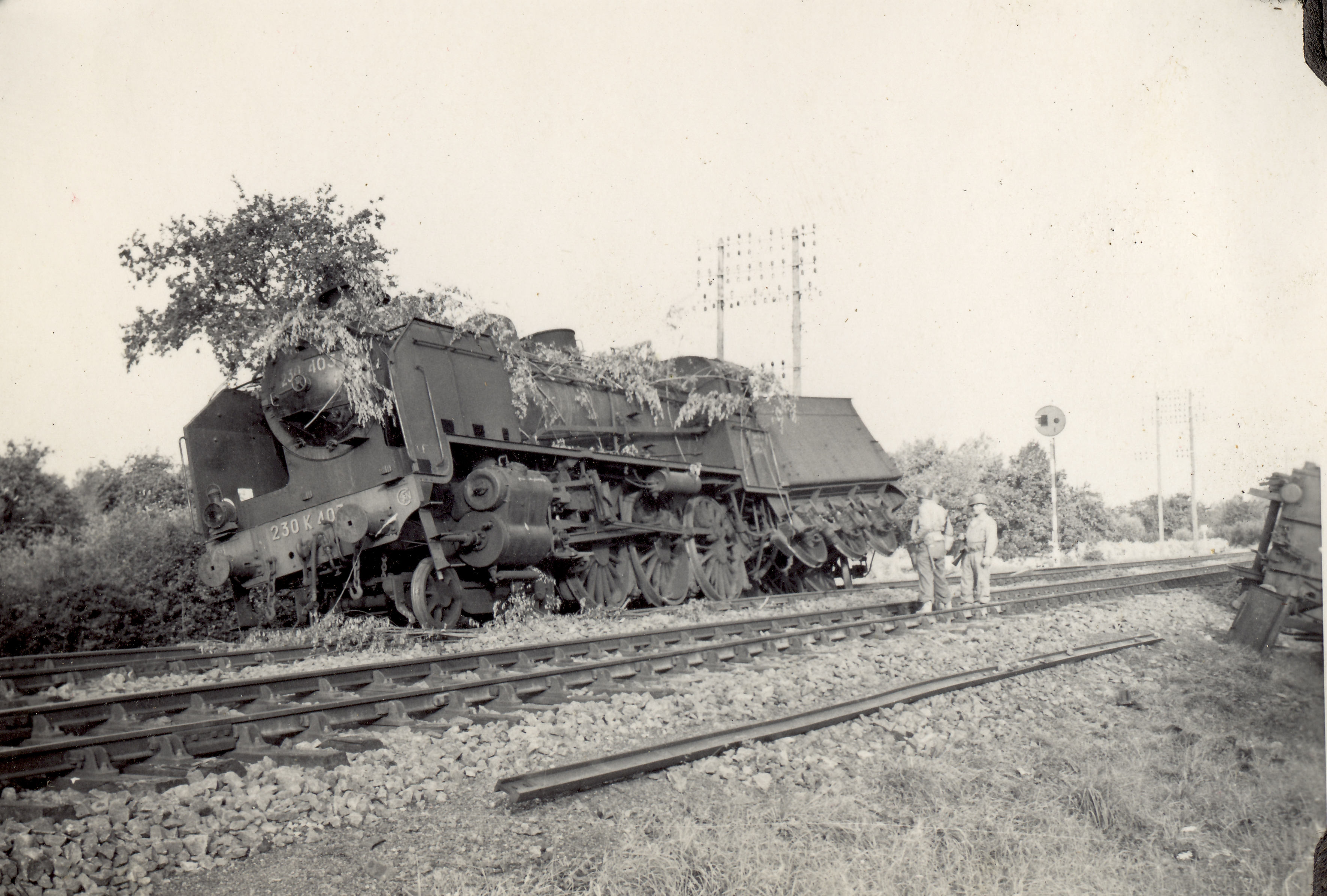
Genieri statunitensi esaminano una locomotiva messa fuori uso durante l'avanzata su Saint-Malo nell'agosto 1944

Gli eventi del pomeriggio del 4 agosto dimostrarono che Middleton aveva ragione. Nel corso della mattinata i tedeschi si ritirarono a nord, ma nel pomeriggio ulteriori pesanti combattimenti indicarono che stavano rafforzando le loro posizioni. Di conseguenza, Middleton ordinò nuovamente all'intera 83rd Division di concentrarsi nell'area di Saint-Malo e poi di effettuare un rapido attacco alla città in collaborazione con la Task Force A, nella speranza che ciò avrebbe frantumato le difese tedesche. Il resto della divisione arrivò a Dol-de-Bretagne nel pomeriggio del 4 agosto e i suoi tre reggimenti furono schierati sul lato orientale del corso del Rance. L'83rd Division era sbarcata in Normandia il 19 giugno e aveva preso parte ai combattimenti durante il mese di luglio: aveva superato la forte resistenza tedesca durante l'operazione Cobra e aveva seguito la 6th Armored Division in Bretagna. Il maggior generale Robert C. Macon aveva il comando della divisione dal gennaio 1944.
Gli attacchi delle forze statunitensi di 5 agosto dimostrarono che Saint-Malo non sarebbe caduta facilmente. Il 331° Reggimento fanteria avanzò lungo la costa e penetrò la prima linea di difesa tedesca vicino a Saint-Benoît-des-Ondes; anche Châteauneuf-d'Ille-et-Vilaine fu catturata e la Task Force A fece 655 prigionieri. Un battaglione del 329° Reggimento fanteria attraversò il Rance su imbarcazioni d'assalto come prima fase di un'operazione volta a catturare rapidamente Dinard, ma a causa della forte resistenza tedesca incontrata l'unità dovette essere ritirata. Poiché era chiaro che i combattimenti si sarebbero prolungati, Middleton ordinò alla Task Force A di disimpegnarsi dall'area di Saint-Malo durante la notte tra il 5 e il 6 agosto e di riprendere la sua missione di messa in sicurezza dei ponti ferroviar; uno dei tre battaglioni del 330° Reggimento fanteria fu distaccato dal 5 agosto al 25 settembre per rinforzare i ranghi della Task Force A.

### L'avanzata sulla città

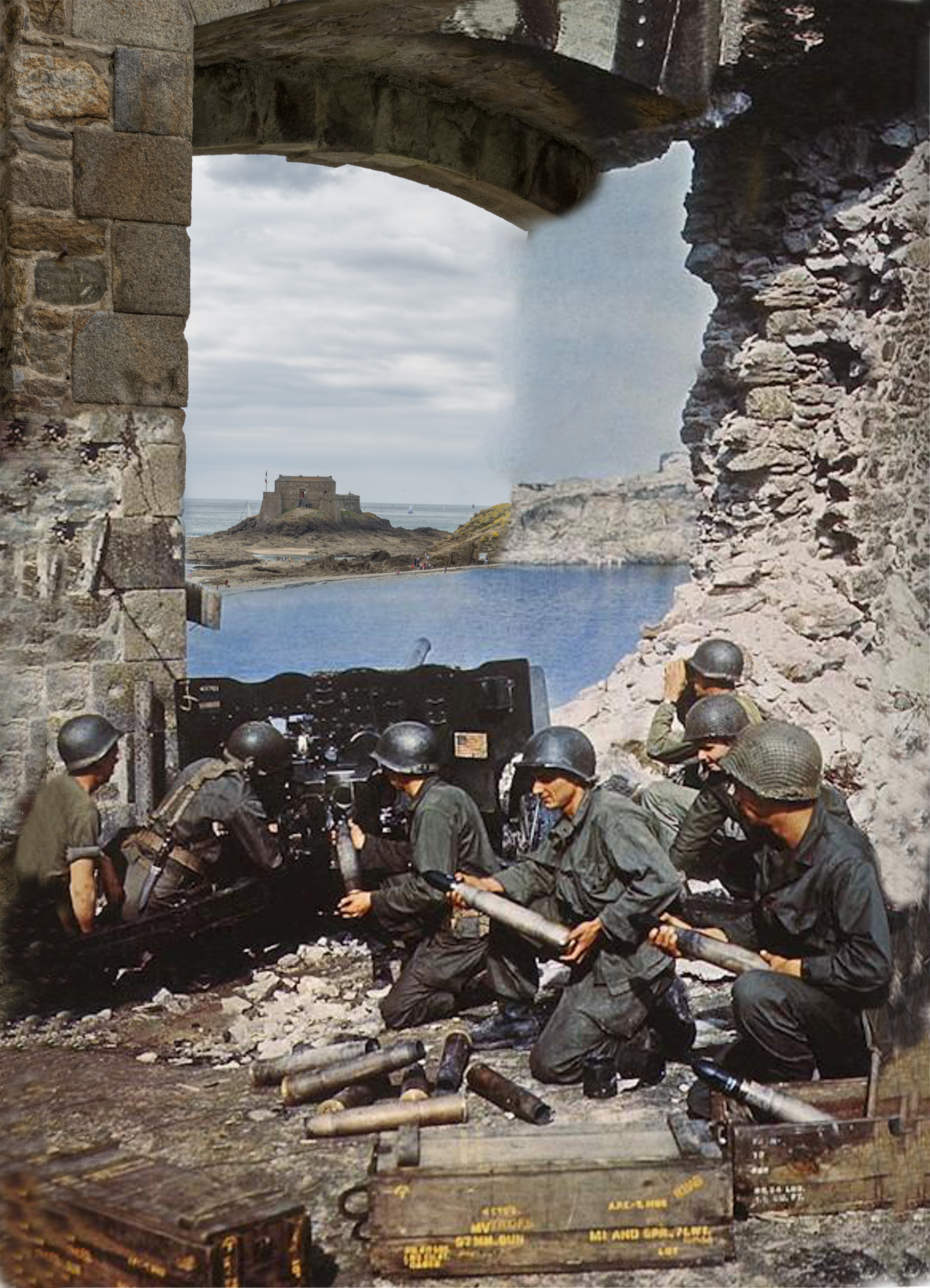
Artiglieri statunitensi azionano un cannone anticarro durante gli scontri alle porte di Saint-Malo

All'inizio di agosto Bradley ribadì la necessità di catturare Saint-Malo per disporre di un porto utile per rifornire la grande forza statunitense penetrata in Bretagna. Gli statunitensi sottostimavano ancora le dimensioni delle forze tedesche a Saint-Malo: sebbene i resistenti francesi li avessero informati che vi erano circa 10000 tedeschi nella zona, le stime statunitensi variavano da 3000 a 6000; il comando dell'VIII Corps credeva che la guarnigione comprendesse 5000 uomini al 12 agosto, quando in realtà vi erano più di 12000 tedeschi nella zona di Saint-Malo. La tenace resistenza dimostrata dai tedeschi durante i primi combattimenti intorno a Saint-Malo convinse ben presto Middleton e Macon che sarebbe stato difficile catturare la città.
Aulock si preparò per una lunga battaglia e respinse la proposta dei civili locali di cedere il comando per evitare danni alle città della regione. Il 3 agosto il comandante tedesco comunicò ai notabili della comunità che la maggior parte dei civili sarebbe stata espulsa da Saint-Malo per la propria sicurezza; quando i notabili gli chiesero di dichiarare Saint-Malo come "città aperta" per evitare combattimenti all'interno del centro urbano, Aulock dichiarò che, dopo aver sollevato la questione con i suoi superiori, Hitler gli aveva ordinato di "combattere fino all'ultimo uomo". Affermò inoltre che, poiché le sue forze includevano imbarcazioni armate che operavano vicino a Saint-Malo, non era possibile dichiarare la città città aperta poiché queste imbarcazioni erano obiettivi legittimi per gli Alleati. La sera del 5 agosto la maggior parte della popolazione di Saint-Malo lasciò la città ed entrò nelle aree controllate dagli Alleati. Nell'ambito degli sforzi per consolidare le loro posizioni, la sera del 5 agosto le forze tedesche si ritirarono da Cancale e dalla città di Dinan sulla riva occidentale del Rance.
Le truppe statunitensi attaccarono in direzione di Saint-Malo il 6 agosto. Nonostante il supporto di artiglieria e aerei, il ritmo dell'avanzata fu lento: nel pomeriggio l'83rd Division era entrata in contatto con le principali difese tedesche, affrontando filo spinato, campi minati e nidi di mitragliatrici in casamatta. L'avanzata portò gli statunitensi alla portata dei cannoni dislocati sull'isola Cézembre, che aprirono il fuoco: uno dei primi proiettili colpì la guglia della cattedrale di Saint-Malo e la abbatté. A causa della lentezza dell'avanzata, Middleton rinforzò quello stesso giorno l'83rd Division con il 121º Reggimento fanteria dell'8th Infantry Division, una compagnia di carri armati medi e un battaglione di artiglieria; il generale richiese anche maggiore supporto aereo. Al 121º Reggimento fanteria fu affidata la responsabilità della cattura di Dinard, e il numero di truppe statunitensi assegnate all'area di Saint-Malo raggiunse infine i 20000 uomini supportati da dieci battaglioni di artiglieria.

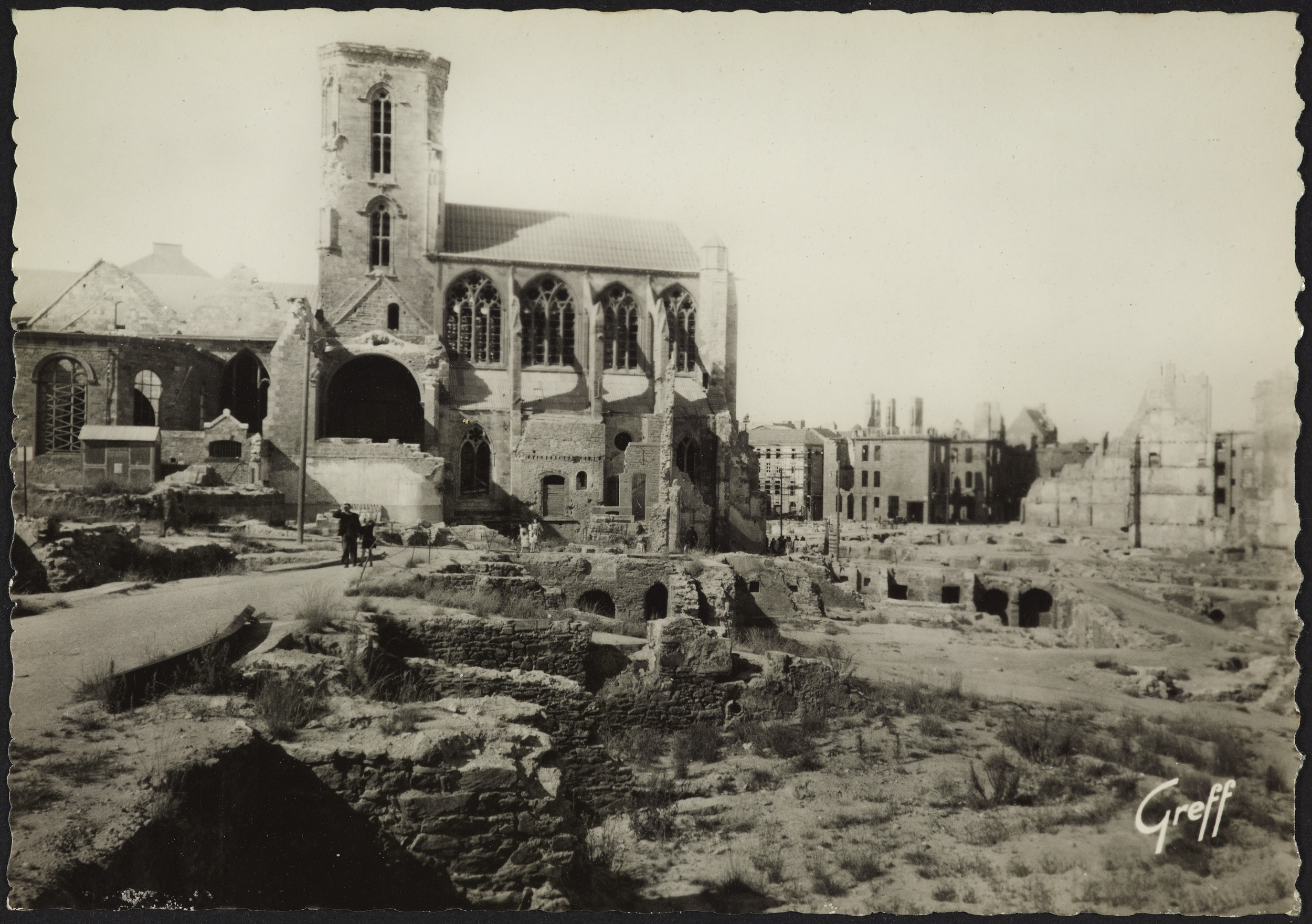
La cattedrale di Saint-Malo e le zone circostanti, gravemente danneggiate, fotografate al termine della battaglia

Saint-Malo fu gravemente danneggiata tra il 6 e il 7 agosto. Nel pomeriggio del 6 agosto scoppiarono numerosi incendi in tutta la città: i civili francesi credettero che fossero stati appiccati accidentalmente dalle truppe tedesche che stavano bruciando cifrari e altri documenti, e che il personale delle SS si fosse rifiutato di permettere ai pompieri di spegnerli oltre ad aver appiccato ulteriori incendi. Gli sforzi per combattere gli incendi furono complicati anche dal fatto che quel giorno gli statunitensi tagliarono l'approvvigionamento idrico della città, gesto volto a indurre la guarnigione ad arrendersi. Una nave da pattuglia della Kriegsmarine fu affondata nel porto quello stesso 6 agosto, e la mattina dopo i tedeschi distrussero completamente le infrastrutture portuali di Saint-Malo con esplosivi. In aggiunta, l'artiglieria statunitense iniziò quello stesso 7 agosto a cannoneggiare Saint-Malo; le demolizioni tedesche e i bombardamenti statunitensi provocarono incendi che bruciarono per tutta la settimana successiva.
Aulock ordinò che tutti i francesi maschi di età compresa tra i 17 e i 70 anni rimasti a Saint-Malo dopo il 5 agosto fossero arrestati come ostaggi, a seguito di un rapporto inesatto secondo cui i civili locali avevano lanciato attacchi contro le truppe tedesche. I 382 ostaggi così raccolti furono trattenuti in condizioni difficili all'interno del Fort National e privati di riparo, cibo e acqua. Quando i mortai statunitensi bombardarono il forte, 18 degli ostaggi rimasero uccisi.
L'83rd Division continuò ad avanzare lentamente verso Saint-Malo tra il 7 e il 9 agosto. Il 330° Reggimento fanteria scoprì ben presto che il punto forte tedesco di St. Joseph's Hill, al centro del settore della divisione, era impossibile da attaccare frontalmente: questa posizione era originariamente una cava, convertita poi in una fortificazione attraverso l'aggiunta di gallerie e bunker. Dopo essere stati bombardati dall'artiglieria per due giorni, i 400 sopravvissuti della guarnigione tedesca si arresero infine il 9 agosto, consentendo ai reparti statunitensi di muoversi rapidamente verso la città. Sulla sinistra del settore della divisione, il 329° Reggimento fanteria catturò St. Servan-sur-Mer e raggiunse la Cittadella. Sulla destra del settore, il 331° Reggimento fanteria si assicurò il conrollo di Paramé e tagliò fuori le guarnigioni di St. Ideuc e Fort la Varde. Entro la fine del 9 agosto, l'83rd Division aveva catturato circa 3500 prigionieri, ma si trovava ancora di fronte a forze tedesche trincerate in molteplici posizioni fortificate.

### La cattura di Dinard

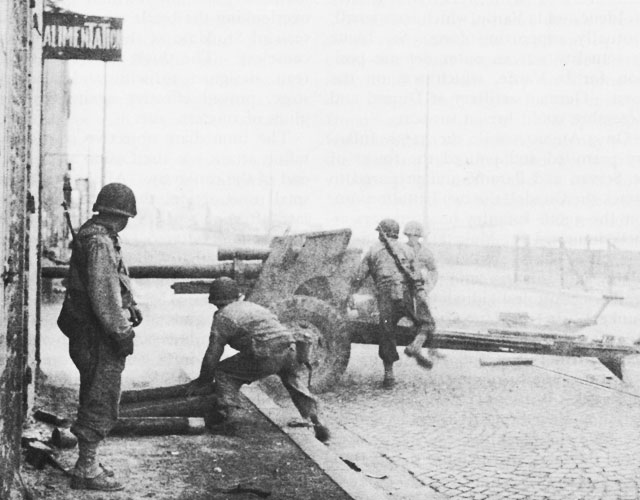
Artiglieri statunitensi fanno fuoco da distanza ravvicinata contro le difese tedesche a Saint-Malo con un cannone anticarro 3 inch Gun M5

Le forze della Resistenza francese circondarono Dinan il 6 agosto e scoprirono che diverse centinaia di tedeschi erano rimasti in città; i tedeschi non erano disposti ad arrendersi ai partigiani francesi, ma fecero capire che lo avrebbero fatto davanti ai reparti regolari statunitensi. Il 7 agosto il 121° Reggimento fanteria attraversò il Rance per iniziare la sua avanzata su Dinard; un distaccamento del reggimento raggiunse Dinan e ottenne la resa della guarnigione tedesca. Mentre il 121° Reggimento avanzava verso nord da Dinan, scoprì che tutte le strade della regione erano pesantemente difese: le posizioni tedesche comprendevano posti di blocco, punti di forza ben mimetizzati, campi minati e fortini, tutti supportati dal fuoco dell'artiglieria. L'avanzata fu lenta e ci volle fino al pomeriggio dell'8 agosto perché il 3° Battaglione del reggimento catturasse il villaggio di Pleurtuit, a sei chilometri da Dinard.
Poco dopo la cattura di Pleurtuit, gli StuG III tedeschi supportati dalla fanteria lanciarono un attacco che tagliò le strade per il villaggio e isolò il 3° Battaglione del 121° Reggimento fanteria. I tentativi del 1° Battaglione del reggimento di sfondare e accorrere in soccorso non ebbero successo; in risposta a questa azione, Macon giudicò che la prestazione del 121° Reggimento non fosse stata impressionante e che fosse necessario rinforzarlo. Dopo che la collina di St. Joseph venne messa in sicurezza, il generale decise di dare priorità alla cattura di Dinard al fine di salvare il battaglione isolato, eliminare l'artiglieria tedesca nella zona e impedire alla guarnigione di Saint-Malo di fuggire attraverso il Rance. Di conseguenza, Macon trasferì il 331° Reggimento fanteria nel settore di Dinard e prese il controllo personale delle operazioni in corso in quella zona.
I due reggimenti statunitensi iniziarono l'attacco a Dinard l'11 agosto; la resistenza tedesca rimase ostinata e quel giorno si fecero pochi progressi. Il giorno dopo, il comandante tedesco nel settore di Dinard, il colonnello Bacherer, respinse la richiesta di resa avanzata dal generale Macon e dichiarò che avrebbe combattuto "per ogni pietra". Il 331° Reggimento fanteria sfondò finalmente le posizioni tedesche vicino a Pleurtuit nel pomeriggio del 12 agosto e salvò il 3° Battaglione del 121° Reggimento; durante il periodo di isolamento, il battaglione aveva respinto diversi attacchi tedeschi e aveva subito 31 morti e 106 feriti.
Le truppe statunitensi continuarono i loro attacchi il 13 agosto, isolando e distruggendo singole casematte. Entrambi i reggimenti entrarono a Dinard il giorno successivo, ed entro il 15 agosto gli statunitensi si erano assicurati la città e i villaggi vicini; quasi 4000 tedeschi, tra cui Bacherer, furono catturati.

### Guerra d'assedio a Saint-Malo

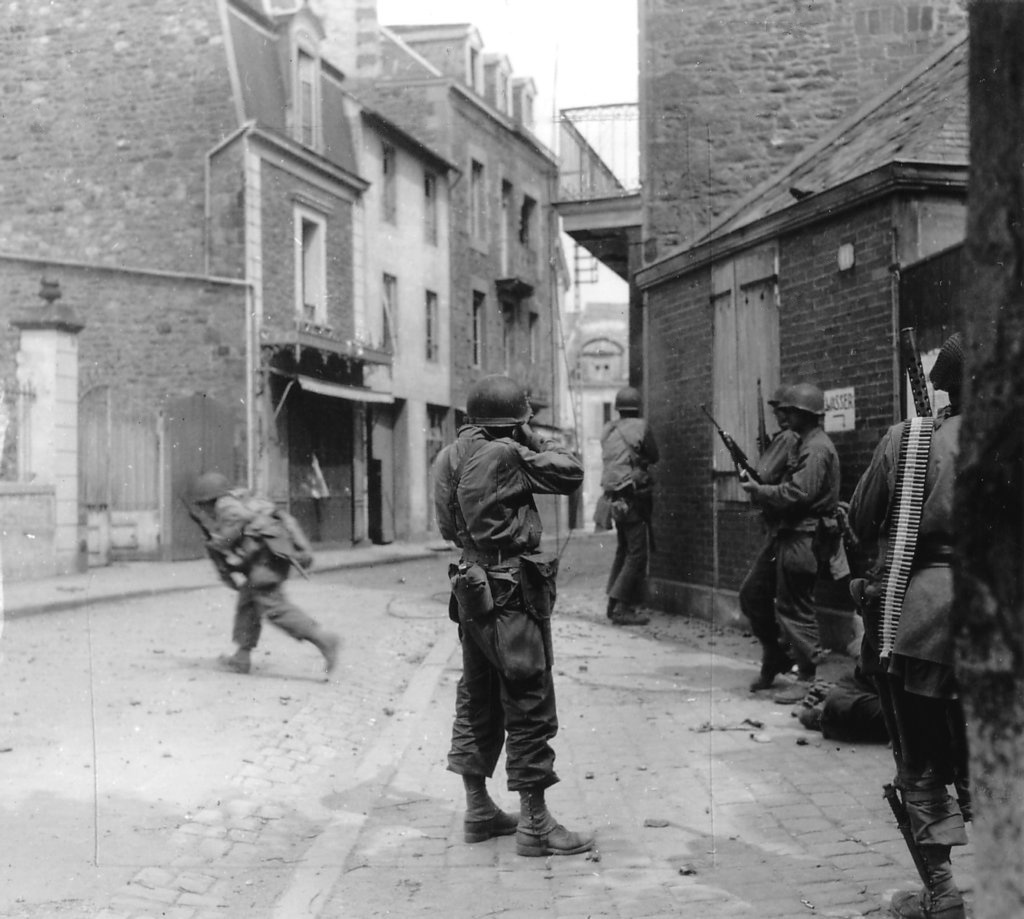
Fanti dell'83rd Division in azione nelle strade di Saint-Malo durante la battaglia

Mentre gli scontri proseguivano nell'area di Dinar, il resto dell'83rd Division continuò la sua avanzata su Saint-Malo sotto la direzione del comandante in seconda della divisione, il generale di brigata Claude Birkett Ferenbaugh. Sebbene non fosse più considerato fattibile utilizzare il porto di Saint-Malo, si riteneva necessario catturare le fortificazioni nella zona per impedire all'artiglieria tedesca di attaccare le navi alleate che utilizzavano i porti vicini; la cattura della città, inoltre, avrebbe liberato l'83rd Division per altri compiti e, nella speranza degli statunitensi, avrebbe incoraggiato le guarnigioni tedesche di altri porti isolati ad arrendersi. La fotoreporter statunitense Lee Miller Penrose, che arrivò a Saint-Malo il 13 agosto, descrisse i combattimenti risultanti come "una guerra d'assedio che ricorda i tempi dei crociati".
Prima che la città murata e la Cittadella venissero attaccate, si decise di conquistare Fort la Varde e Saint-Ideuc. Uno dei due battaglioni sotto il controllo del 330° Reggimento fanteria iniziò l'attacco alla posizione di Saint-Ideuc il 9 agosto: dopo tre giorni di bombardamenti di artiglieria e attacchi di fanteria prima contro le casematte e poi contro la posizione stessa, i 160 difensori sopravvissuti di Saint-Ideuc si arresero nel pomeriggio del 12 agosto. Il battaglione iniziò immediatamente ad attaccare Fort la Varde, i cui 100 difensori rimasti si arresero anch'essi la sera del 13 agosto.
L'altro battaglione del 330° Reggimento fanteria attaccò verso Saint-Malo, con l'obiettivo di catturare la strada rialzata che collegava la città a Paramé; ciò portò a combattimenti casa per casa, con la fanteria statunitense che avanzava con il supporto di carri armati, cacciacarri e genieri. Le rovine del casinò di Saint-Malo furono catturate l'11 agosto, e gli statunitensi si trovarono quindi di fronte alla sfida di attraversare la strada rialzata esposta, lunga 910 metri, per assaltare il castello ben difeso sul lato interno di Saint-Malo.
Il castello fu bombardato dall'artiglieria e dagli aerei per due giorni, con scarsi effetti apparenti sui difensori. Fu concordata una tregua per il pomeriggio del 13 agosto per consentire l'evacuazione di circa 1000 civili francesi e di 500 ostaggi e internati trattenuti dai tedeschi a Fort National, poi il 330° Reggimento fanteria assaltò Saint-Malo la mattina del 14 agosto. Sotto la copertura di un intenso bombardamento di artiglieria e di una cortina fumogena, un battaglione caricò attraverso la strada rialzata ed entrò nella città murata; i pochi tedeschi nella città furono rapidamente catturati, ma il castello resistette fino al pomeriggio, quando i suoi difensori si arresero: 150 furono catturati. Il 16 agosto i fanti statunitensi assaltarono il Fort National e Grand Bey, che erano le ultime posizioni tedesche rimaste sulla terraferma dell'area di Saint-Malo a parte la Cittadella: il forte fu trovato abbandonato e i 150 difensori tedeschi di Grand Bey si arresero dopo un breve combattimento.

### La Cittadella

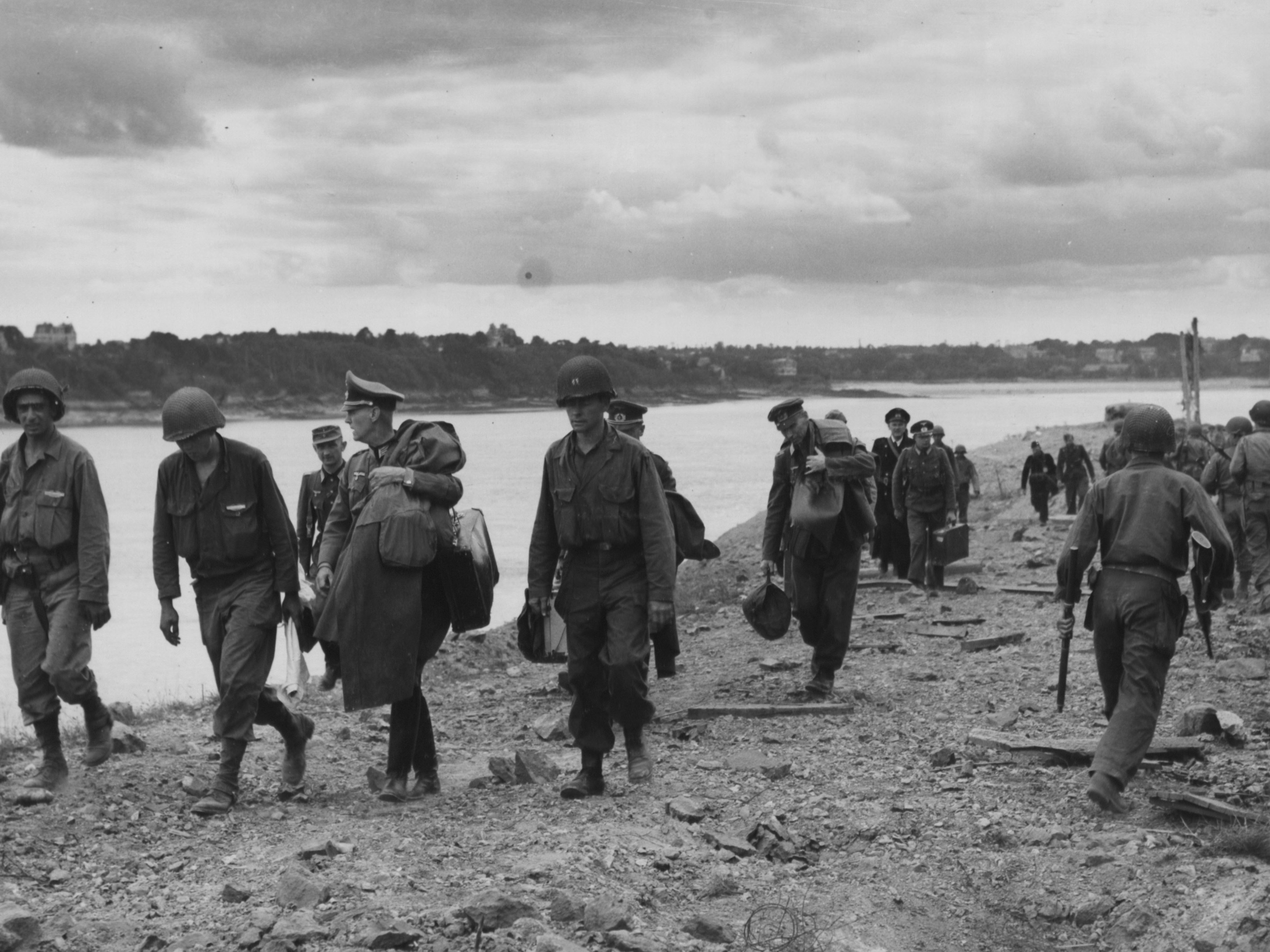
Soldati statunitensi scortano dei prigionieri di guerra tedeschi catturati la termine della battaglia di Saint-Malo

La Cittadella era una posizione formidabile: era stata costruita aggiungendo fortini interconnessi per migliorare le difese del Forte della Cité d'Aleth; le spesse mura erano quasi impenetrabili agli attacchi aerei e all'artiglieria, e disponeva di grandi quantità di acqua, cibo e altri rifornimenti. La guarnigione era debolmente armata, con solo 18 o 20 mitragliatrici e pochi mortai, ma queste armi erano abilmente posizionate per massimizzarne l'efficacia. Il generale Macon era consapevole fin dalle prime fasi della battaglia che sarebbe stato difficile neutralizzare la Cittadella.
L'artiglieria statunitense e gli aerei alleati iniziarono ad attaccare la Cittadella già durante le prime fasi dell'assalto a Saint-Malo, ma la carenza di munizioni interruppe i bombardamenti di artiglieria e gli attacchi aerei si rivelarono inefficaci. I tentativi di un'unità statunitense di guerra psicologica di persuadere i tedeschi ad arrendersi non ebbero successo, e Aulock respinse anche le suppliche di un cappellano tedesco catturato e di una civile francese con cui aveva una stretta relazione. Il suo rifiuto di arrendersi e gli ordini intransigenti che impartì gli valsero il soprannome di "Colonnello Pazzo" dalla guarnigione della Cittadella.
L'11 agosto una compagnia di fucilieri del 329° Reggimento fanteria, rinforzata da genieri e tre combattenti della Resistenza francese, assaltò la Cittadella dopo che era stata attaccata da bombardieri medi: alcune truppe raggiunsero un cortile interno della fortificazione, ma si ritirarono dopo aver constatato che il bombardamento non aveva violato le difese principali. Gli attacchi di artiglieria continuarono nei giorni successivi e due gruppi d'assalto di 96 uomini, appositamente addestrati, effettuarono un altro assalto il 15 agosto dopo che i bombardieri ebbero colpito nuovamente la Cittadella; questo attacco fu tuttavia respinto dal fuoco delle mitragliatrici tedesche.

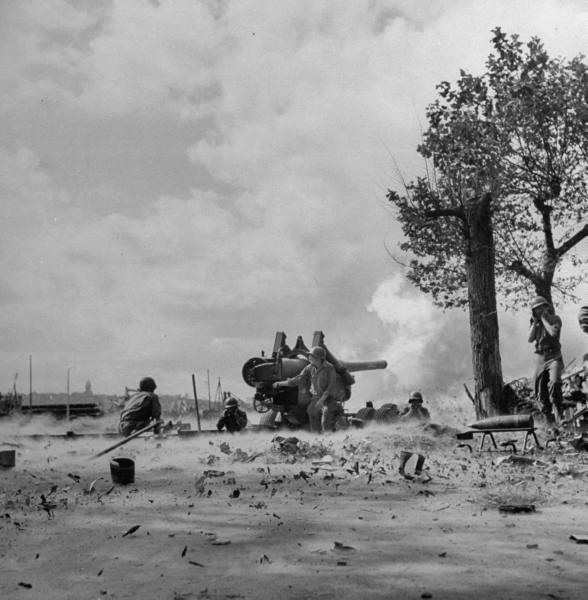
Un cannone M1 155 mm Long Tom statunitense in azione durante la battaglia

Dopo il fallito assalto del 15 agosto, Macon ordinò un'intensificazione del bombardamento di artiglieria. Due cannoni da 8 inch M1 furono posizionati a meno di 1400 metri dalla cittadella, in modo da poter colpire singole feritoie e prese d'aria; i mortai statunitensi iniziarono a usare sempre più proiettili incendiari e fumogeni al fosforo bianco. Un attacco aereo con bombe incendiarie al napalm venne pianificato per il pomeriggio del 17 agosto: questa sarebbe stata una delle prime volte in cui le bombe al napalm furono utilizzate in combattimento. Poco prima che l'attacco aereo fosse lanciato, tuttavia, una bandiera bianca apparve sulla Cittadella: un gruppo di soldati tedeschi ne emerse per informare gli statunitensi che Aulock desiderava arrendersi. L'attacco aereo fu dirottato verso l'isola di Cézembre, e Aulock e altri 400 tedeschi furono fatti prigionieri. Aulock addusse come ragioni per la resa la distruzione causata dai cannoni da 8 inch e un crollo del morale della guarnigione; i civili francesi gridarono insulti ad Aulock e ai suoi uomini mentre se ne andavano. Questa resa segnò la fine della resistenza tedesca nell'area di Saint-Malo, salvo per il fatto che la guarnigione di Cézembre continuava a resistere. A questo punto l'83rd Division aveva catturato più di 10000 prigionieri, mentre le sue perdite furono relativamente lievi. Aulock fu detenuto per un periodo nel campo di prigionieri di guerra di Trent Park in Inghilterra, centro di interrogatorio per ufficiali superiori tedeschi catturati, e qui si riunì brevemente con suo fratello, il generale di brigata Hubertus von Aulock, che era stato fatto prigioniero dagli Alleati vicino a Bruxelles; gli Alleati accusarono Aulock di crimini di guerra per aver appiccato il fuoco a una parte di Saint-Malo, ma il colonnello fu assolto dopo che la corte ebbe stabilito che gli incendi erano stati appiccati dall'artiglieria statunitense.
Tutta l'83rd Division, ad eccezione di due battaglioni del 330º Reggimento fanteria, fu ritirata da Saint-Malo dopo la resa di Aulock; il corpo principale della divisione intraprese quindi compiti prevalentemente difensivi a sud di Rennes per consentire alle truppe un periodo di recupero. I due battaglioni rimasti a Saint-Malo formarono una guarnigione e cercarono di impedire ai tedeschi ancora su Cézembre di sbarcare sulla terraferma. Dopo la resa di Saint-Malo, le navi da guerra tedesche che avevano operato nel golfo davanti alla città presero raramente il mare.

### L'isola di Cézembre

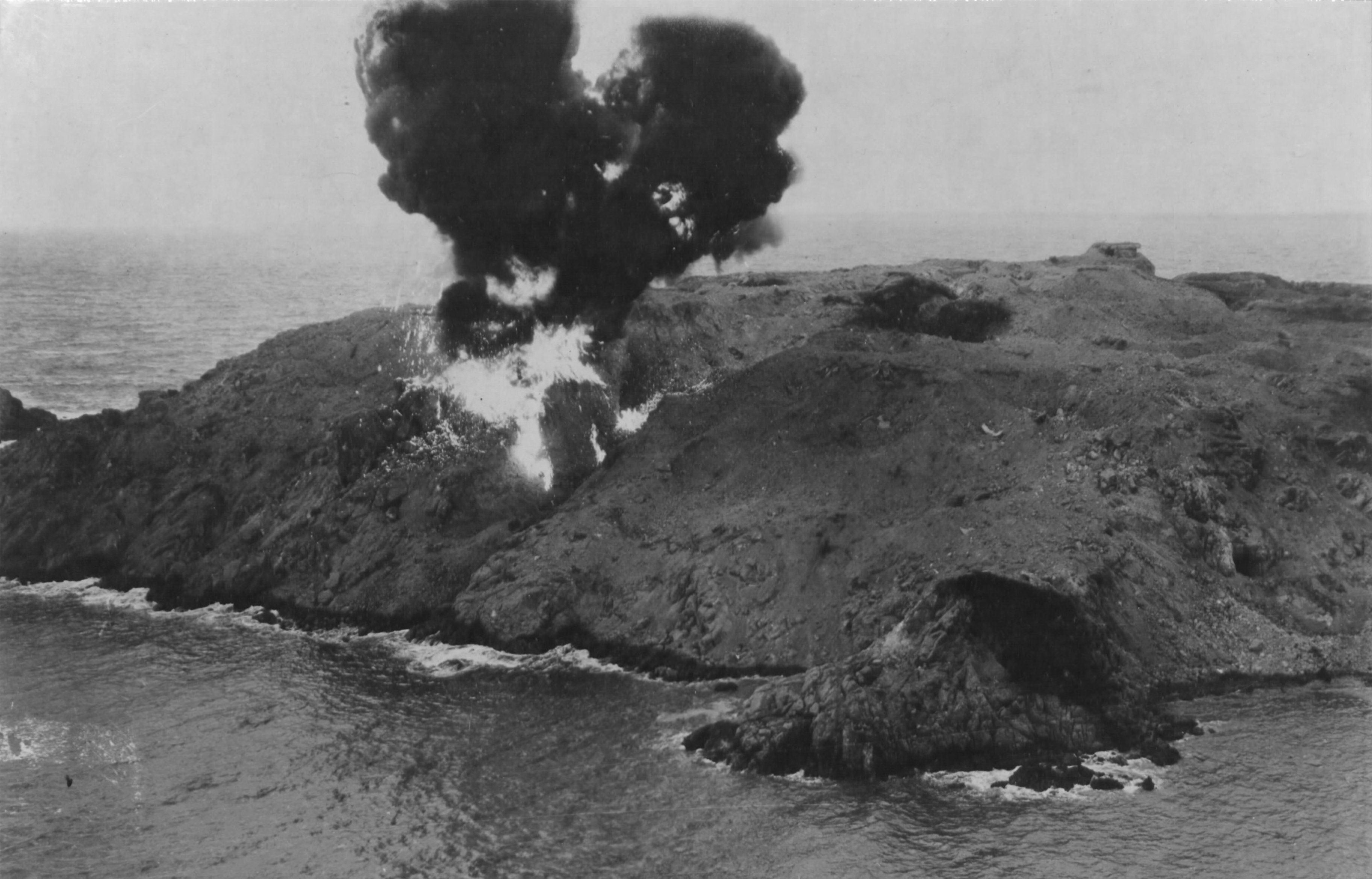
Una bomba al napalm esplode sulla costa di Cézembre durante i bombardamenti alleati sull'isola nell'agosto 1944

I bombardieri alleati attaccarono le posizioni tedesche su Cézembre durante il 6 e l'11 agosto; l'artiglieria dell'VIII Corps iniziò a bombardare l'isola dal 9 agosto. In seguito alla capitolazione di Aulock e all'attacco con il napalm, Macon inviò un gruppo a Cézembre il 18 agosto per chiederne la resa: il comandante della guarnigione, l'Oberleutnant Richard Seuss, si rifiutò di farlo adducendo l'ordine di continuare la resistenza e il fatto di avere ancora munizioni. Gli statunitensi osservarono che le posizioni tedesche sembravano essere state gravemente danneggiate dai bombardamenti, e un altro raid aereo fu lanciato contro l'isola il 23 agosto. I dragamine tedeschi e altre piccole imbarcazioni trasportarono munizioni dalle Isole del Canale ed evacuarono il personale ferito quasi tutte le notti dal 17 agosto in poi.
Non furono effettuati ulteriori attacchi contro Cézembre per un'altra settimana, ma fu poi deciso di eliminare le posizioni tedesche rimaste lì: questa decisione potrebbe essere stato il risultato di informazioni ottenute da tre disertori italiani che fuggirono a Saint-Malo alla fine di agosto e che, dopo essere stati fatti prigionieri, descrissero i gravi danni subiti dalle difese dell'isola e la carenza di acqua e munizioni. Il 330° Reggimento fanteria ricevette l'ordine di iniziare i preparativi per un assalto anfibio; per trasportare le truppe, 15 mezzi da sbarco LCVP della United States Navy furono spostati su camion da Omaha Beach in Normandia a Saint-Malo. Le incursioni aeree ripresero il 30 agosto, e un grande attacco che coinvolse 300 bombardieri pesanti, tra cui apparecchi Avro 683 Lancaster britannici così come 24 cacciabombardieri Lockheed P-38 Lightning armati di napalm, fu effettuato il giorno successivo. I bombardamenti di artiglieria colpirono e distrussero anche i serbatoi d'acqua dell'isola. Per assistere i membri della guarnigione feriti in questi attacchi, la nave ospedale Bordeaux e una chiatta furono inviate dalle Isole del Canale, ma entrambe le navi furono catturate dalle forze navali alleate. Seuss rifiutò di nuovo una proposta di resa avanzata durante un'altra tregua concordata il 31 agosto
Il 1° settembre ebbe luogo un importante attacco aereo e navale. Bombardieri medi statunitensi e britannici attaccarono l'isola, seguiti da 33 Lightning armati di bombe al napalm. Una nave da battaglia britannica e l'artiglieria statunitense bombardarono poi Cézembre. Un altro messaggio fu trasmesso a Seuss chiedendogli di arrendersi, ma questi rifiutò. Dopo che un tentativo di utilizzare piccole imbarcazioni per evacuare la guarnigione nella notte tra il 1° e il 2 settembre fu impedito dal maltempo, Seuss ricevette il permesso di arrendersi dal suo ufficiale superiore nelle Isole del Canale. Alle 19:30 del giorno successivo, mentre il 330° Reggimento fanteria si preparava all'assalto anfibio, una bandiera bianca apparve sull'isola e Seuss capitolò: le imbarcazioni da sbarco statunitensi evacuarono quindi i 323 membri sopravvissuti della guarnigione, tra cui dodici infermiere della Croce Rossa. Seuss addusse la distruzione dell'impianto di distillazione dell'acqua di Cézembre come motivo della resa; nonostante l'entità dei bombardamenti abbattutisi sull'isola, la guarnigione subì solo lievi perdite.

## Conseguenze

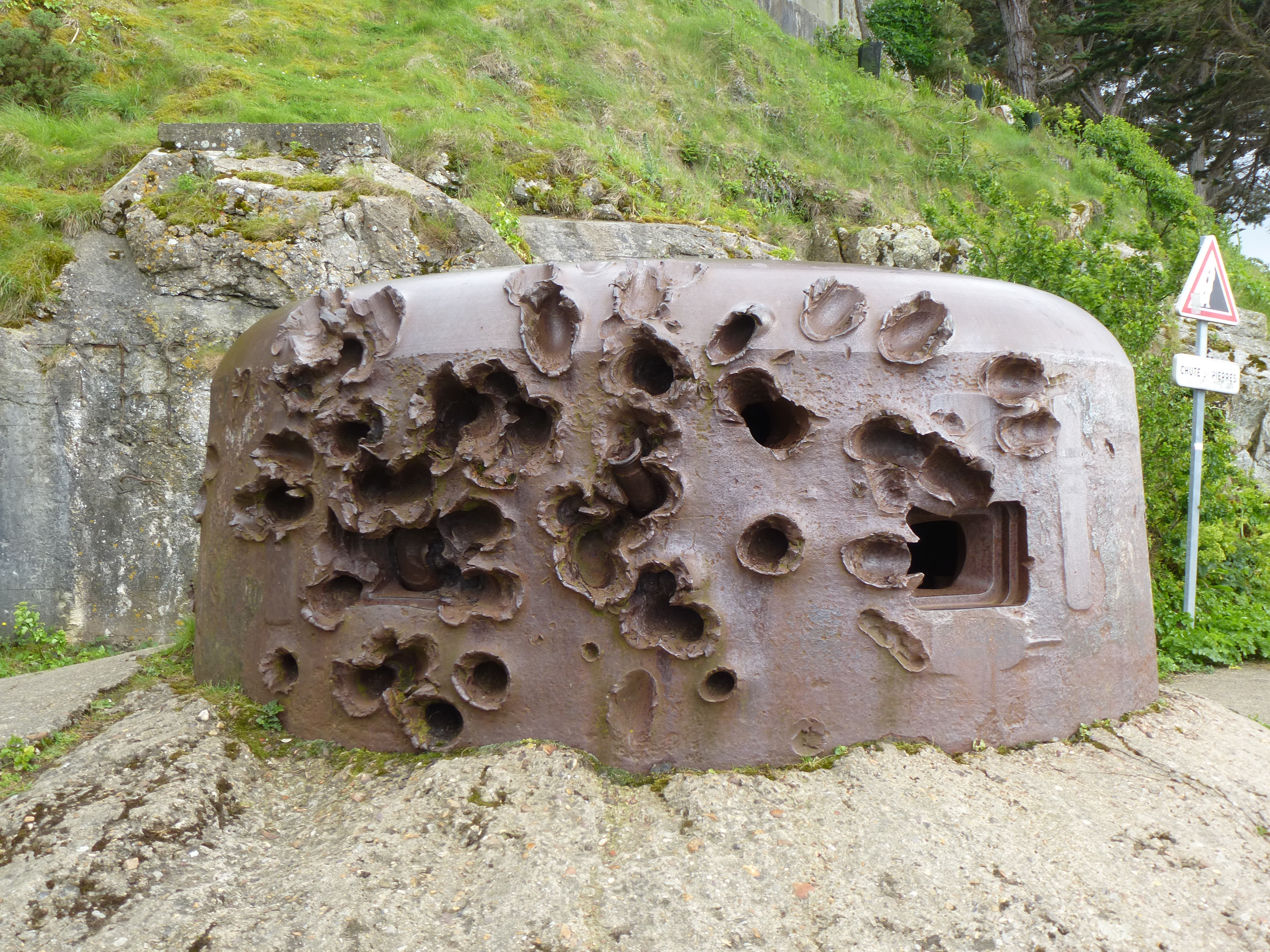
I resti di un bunker tedesco nella zona di Saint-Malo fotografati nel 2014

La battaglia di Saint-Malo ebbe risultati contrastanti: l'83rd Division statunitense si comportò bene, ma anche la guarnigione tedesca raggiunse i suoi obiettivi. Lo storico Russell F. Weigley giudicò che la battaglia fu "tenace e ben condotta da entrambe le parti": Aulock negò il porto di Saint-Malo agli Alleati e, trattenendo l'83rd Division e altre unità dell'VIII Corps per due settimane, impedì agli statunitensi di intraprendere un'azione rapida e decisiva contro le posizioni tedesche a Brest e Lorient. La battaglia tenne impegnato anche un certo numero di aerei degli Alleati, impedendo loro di supportare l'avanzata nella Francia settentrionale.
L'VIII Corps assaltò e conquistò Brest in una battaglia che durò dal 7 agosto al 19 settembre: prima di capitolare, i tedeschi demolirono il porto della città al punto che il suo ripristino si rivelò impraticabile. La rapida liberazione della Francia e la cattura dei porti sulla Manica ridussero il potenziale valore per gli Alleati delle restanti città portuali controllate dai tedeschi in Bretagna e sulla costa atlantica della Francia, e il 7 settembre Eisenhower approvò una proposta che prevedeva che queste posizioni fossero bloccate piuttosto che attaccate; unità francesi e una divisione statunitense assediarono quindi queste postazioni per il resto della guerra, facendo di Cherbourg in Normandia e Brest e Saint-Malo in Bretagna gli unici porti fortificati dai tedeschi in Francia ad essere conquistati dall'Esercito statunitense.
I servizi logistici statunitensi iniziarono i lavori per la riapertura dei porti nell'area di Saint-Malo il 25 agosto 1944. Cancale fu presto giudicata inadatta come scalo a causa delle sfavorevoli condizioni di marea e fu eliminata dai piani. I servizi logistici inizialmente credevano che ci fossero buone prospettive di rimettere in servizio le strutture portuali di Saint-Malo, ma l'entità dei danni vanificò i loro sforzi: dopo che un rapporto completato a settembre rivelò che il Canale d'Ille-et-Rance, che collega il Rance e Rennes, era in cattive condizioni, si decise che la riapertura del porto di Saint-Malo non valeva lo sforzo. Il 21 novembre la città fu consegnata alle autorità francesi, e né Saint-Malo né Cancale furono mai utilizzate per sbarcare rifornimenti per l'Esercito statunitense. Di conseguenza, lo storico David T. Zabecki scrisse che, se la cattura di Saint-Malo fu un successo tattico per gli statunitensi, "a livello operativo [...] contribuì molto poco" allo sforzo bellico alleato.
Saint-Malo subì ingenti danni durante la battaglia, e 683 degli 865 edifici della città vecchia furono distrutti. Sebbene si fosse presa in considerazione l'idea di lasciare la città in rovina come monumento commemorativo, l'architetto Marc Brillaud de Laujardière fu scelto nell'ottobre del 1944 per preparare un piano di ricostruzione; i lavori per rimuovere le macerie iniziarono più o meno in questo periodo e richiesero due anni per essere completati. Il piano di De Laujardière fu accettato dal consiglio locale nel febbraio del 1946: il programma di ricostruzione fu completato nel 1960 e una nuova guglia fu installata sulla cattedrale nel 1971; nessuna rovina fu conservata a Saint-Malo e la maggior parte dei danni riportati dagli edifici sopravvissuti fu riparata. All'inizio degli anni 1960 Saint-Malo tornò a essere una popolare meta turistica; la popolazione della città vecchia non si riprese mai fino ai livelli prebellici, e molti appartamenti del quartiere vennero utilizzati come case per le vacanze.

## Il ricordo
Un memoriale della battaglia di Saint-Malo, chiamato "Memorial 39-45", è stato inaugurato presso la Cittadella nel 1994. Molti dei principali siti coinvolti nella battaglia sono rimasti esistenti fino al 2018: questi includono varie fortificazioni collocate dentro e intorno a Saint-Malo. Cézembre rimane in gran parte come era stata lasciata alla fine della battaglia, ed è uno dei campi di battaglia della seconda guerra mondiale meglio conservati.
Gli ultimi capitoli del romanzo di Anthony Doerr Tutta la luce che non vediamo (All the Light We Cannot See) del 2014 sono ambientati durante il bombardamento di Saint-Malo.

### Annotazioni
1. ↑  I battaglioni di artiglieria dell'Esercito statunitense avevano a piena potenza una dotazione di dodici obici. Vedi Sayen, p. 20.
2. ↑  Miller fu l'unica fotoreporter ad assistere alla battaglia. Le corrispondenti di guerra donne erano solitamente bandite dalla linea del fronte, e lei non era autorizzata a trovarsi a Saint-Malo: pertanto, fu brevemente arrestata dopo che i comandanti alleati vennero a conoscenza della sua presenza lì, e successivamente le fu proibito di documentare i combattimenti. Vedi (EN) Lee Miller's Second World War, su iwm.org.uk. URL consultato il 28 luglio 2025 (archiviato dall'url originale il 5 marzo 2021).
3. ↑  Willard Sterne Randall e Nancy Nahra affermano che un singolo aereo sganciò il napalm sulla Cittadella, e questo spinse i tedeschi alla resa. Ciò tuttavia non è menzionato in altre fonti. Vedi Randall & Nahra.
4. ↑  Le fonti non concordano su quale corazzata britannica avrebbe intrapreso questo bombardamento: Martin Blumenson e Steven Zaloga identificano la nave come la HMS Warspite (vedi Zaloga, p. 47 e Blumenson, p. 413); Samuel Eliot Morison e Jürgen Rohwer affermano invece che si trattava della HMS Malaya (vedi Rohwer, p. 346 e Morison, p. 301). L'Imperial War Museum conserva nella sua collezione una registrazione della BBC identificata come un resoconto del bombardamento di Cézembre da parte della HMS Malaya, vedi (EN) HMS Malaya bombards Cezembre, su iwm.org.uk. URL consultato il 28 luglio 2025 (archiviato dall'url originale il 21 luglio 2023).

### Fonti
1. 1 2 3 4 5 6  Blumenson, p. 394.
2. 1 2 3  Zaloga, p. 40.
3. ↑  Clout, pp. 165–166.
4. 1 2 3 4 5 6 7 8 9 10  Randall & Nahra.
5. 1 2 3  Blumenson, p. 397.
6. ↑  (EN) Saint-Malo, su britannica.com. URL consultato il 27 luglio 2025 (archiviato dall'url originale il 21 luglio 2021).
7. 1 2  Blumenson, p. 411.
8. ↑  Ellis, p. 16.
9. ↑  Ellis, p. 302.
10. ↑  Zaloga, p. 13.
11. ↑  Blumenson, p. 340.
12. ↑  Marrus & Paxton, p. 258.
13. 1 2  Zaloga, p. 24.
14. ↑  Zaloga, p. 22.
15. ↑  Zaloga, pp. 24–25.
16. ↑  Delaforce, 2006.
17. ↑  Ruppenthal 1953, pp. 288–289.
18. ↑  Blumenson, pp. 3–4.
19. 1 2  Weigley, p. 175.
20. ↑  Ruppenthal 1953, pp. 288–290.
21. ↑  Rein, p. 69.
22. ↑  Ruppenthal 1953, p. 486.
23. 1 2  Rein, p. 70.
24. ↑  Blumenson, pp. 313–321.
25. ↑  Blumenson, pp. 348.
26. 1 2 3  Blumenson, p. 390.
27. ↑  Blumenson, pp. 348–349, 390.
28. ↑  Weigley, p. 178.
29. ↑  Blumenson, pp. 357–359.
30. ↑  Hellwinkel, p. 142.
31. ↑  Blumenson, p. 634.
32. 1 2 3 4 5 6  Blumenson, p. 398.
33. 1 2  O'Hara, p. 235.
34. ↑  Blumenson, p. 355.
35. ↑  Zaloga, pp. 26–27.
36. ↑  Wieviorka, p. 317.
37. 1 2 3  Zaloga, p. 15.
38. ↑  Hinsley, p. 80.
39. ↑  Blumenson, pp. 325, 342.
40. ↑  Blumenson, pp. 396–397.
41. ↑  Saunders, pp. 165–166.
42. ↑  Zaloga, pp. 40–41.
43. ↑  Zaloga, pp. 3–44.
44. 1 2 3  Saunders, p. 166.
45. 1 2  Zaloga, p. 47.
46. ↑  Viganò, p. 181.
47. ↑  Blumenson, pp. 397–398.
48. 1 2  Bradham, p. 105.
49. ↑  Bradham, p. 397.
50. ↑  Blumenson, p. 389.
51. ↑  Blumenson, pp. 390–391.
52. 1 2 3 4 5  Blumenson, p. 391.
53. 1 2  Zaloga, p. 41.
54. ↑  Stanton, p. 154.
55. 1 2 3 4  Blumenson, p. 396.
56. ↑  Office of the Theater Historian, p. 296.
57. ↑  Blumenson, pp. 394–395.
58. ↑  Blumenson, pp. 394, 396.
59. 1 2 3 4 5  Blumenson, p. 399.
60. 1 2 3 4  Blumenson, p. 400.
61. ↑  Atkinson, p. 152.
62. 1 2  Blumenson, p. 407.
63. ↑  Rohwer, p. 346.
64. ↑  Zaloga, p. 44.
65. 1 2  Blumenson, p. 401.
66. ↑  Blumenson, pp. 401–402.
67. 1 2  Blumenson, p. 402.
68. ↑  Office of the Theater Historian, p. 290.
69. ↑  Blumenson, p. 405.
70. ↑  Blumenson, p. 633.
71. ↑  Miller, p. 227.
72. 1 2 3  Blumenson, p. 403.
73. ↑  Zaloga, p. 45.
74. ↑  Blumenson, p. 404.
75. ↑  Blumenson, pp. 404–405.
76. ↑  Blumenson, p. 406.
77. ↑  Ramsey, p. 18.
78. ↑  Blumenson, p. 408.
79. ↑  Blumenson, pp. 408–409.
80. 1 2  Blumenson, p. 409.
81. ↑  Rein, p. 409.
82. ↑  Delaforce, p. 86.
83. ↑  Blumenson, p. 410.
84. ↑  Mallett, p. 40.
85. ↑  Mitcham, pp. 180, 216.
86. ↑  Blumenson, pp. 410–411.
87. ↑  Blumenson, p. 412.
88. 1 2 3 4 5 6 7 8  Blumenson, p. 413.
89. 1 2 3  Craven & Cate, p. 262.
90. ↑  Ramsey, pp. 32–34.
91. ↑  Ramsey, p. 34.
92. ↑  Morison, p. 301.
93. ↑  Ramsey, p. 36.
94. ↑  Ramsey, p. 37.
95. ↑  Craven & Cate, p.263.
96. 1 2  Blumenson, pp. 409–410.
97. 1 2  Weigley, p. 185.
98. ↑  Morison, p. 302.
99. 1 2  Zaloga, p. 84.
100. ↑  Zaloga, pp. 84–87.
101. ↑  Hellwinkel, p. 156.
102. ↑  Ruppenthal 1959, p. 89.
103. ↑  Ruppenthal 1959, p. 51.
104. ↑  Zabecki, p. 1661.
105. ↑  Clout, p. 168.
106. 1 2 3  Clout, p. 176.
107. 1 2 3  Ramsey, p. 44.
108. ↑  Zaloga, p. 92.
109. 1 2  Saunders, p. 171.
110. ↑  (EN) About All the Light We Cannot See, su cliffsnotes.com. URL consultato il 30 luglio 2025 (archiviato dall'url originale il 17 maggio 2021).